# امبروس (جورجیا)
امبروس، جورجیا (به انگلیسی: Ambrose, Georgia) یک شهر در ایالات متحده آمریکا است که در جورجیا واقع شده‌است.

## خصوصیات
امبروس ۸٫۱ کیلومترمربع مساحت و ۳۸۰ نفر جمعیت دارد و ۹۴ متر بالاتر از سطح دریا واقع شده‌است.